# Altenahr
Altenahr is een plaats in de Duitse deelstaat Rijnland-Palts, en maakt deel uit van de Landkreis Ahrweiler.
Altenahr telt 1.914 inwoners en is gelegen aan de Ahr. In 1804, 1910 en 2021 werd het dorp zwaar getroffen door de overstroming van deze rivier.

## Bestuur en indeling
De plaats is een Ortsgemeinde en maakt deel uit van de Verbandsgemeinde Altenahr. De gemeente bestaat uit de volgende kernen: Altenahr, Altenburg, Kreuzberg en Reimerzhoven.

## Bezienswaardig
- Burg Are

## Verkeer en vervoer
Over de weg is de plaats bereikbaar via de B267. Altenahr heeft een toeristische kabelbaan. De plaats heeft verder een spoorwegstation.

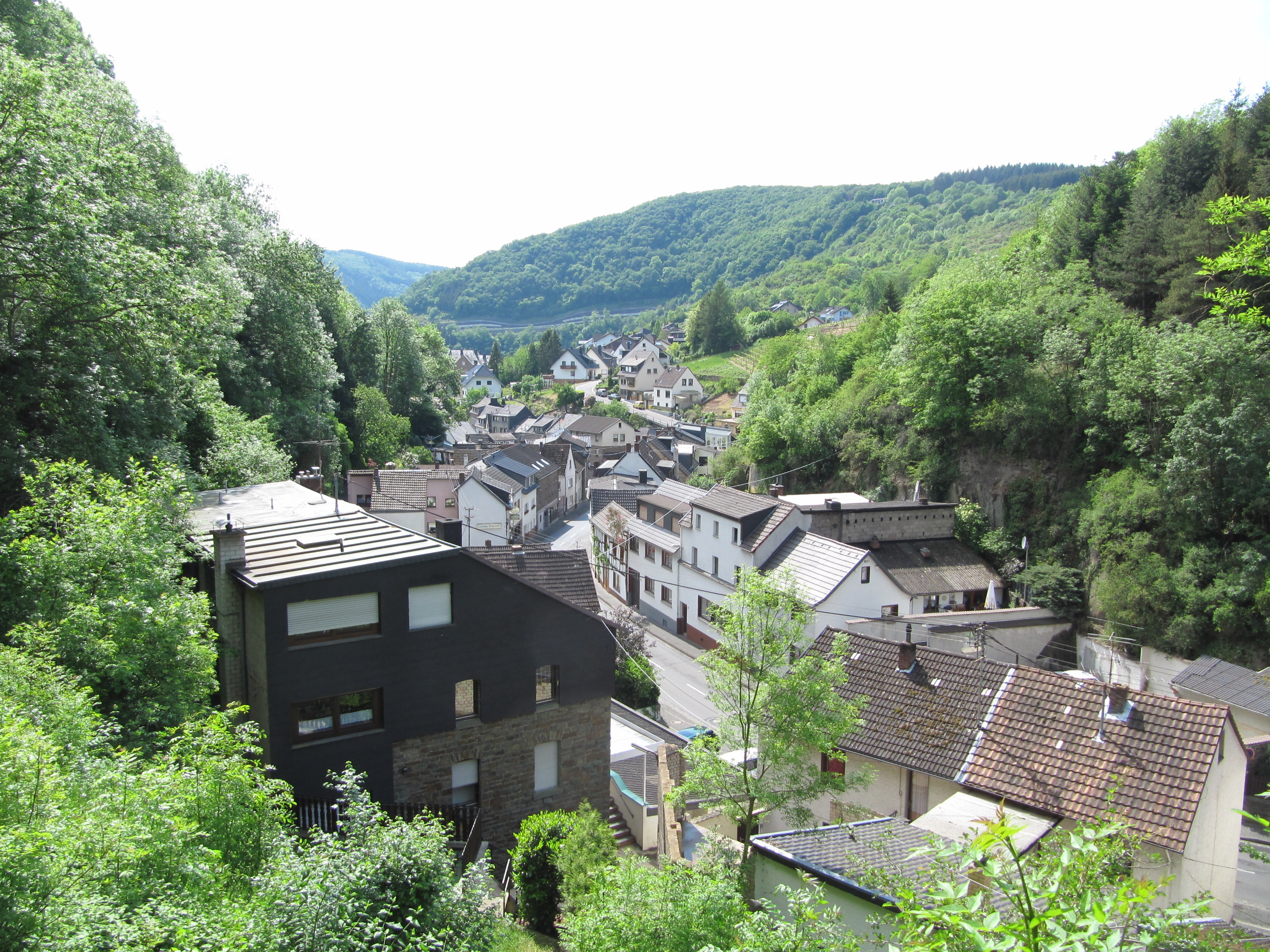
Altenahr
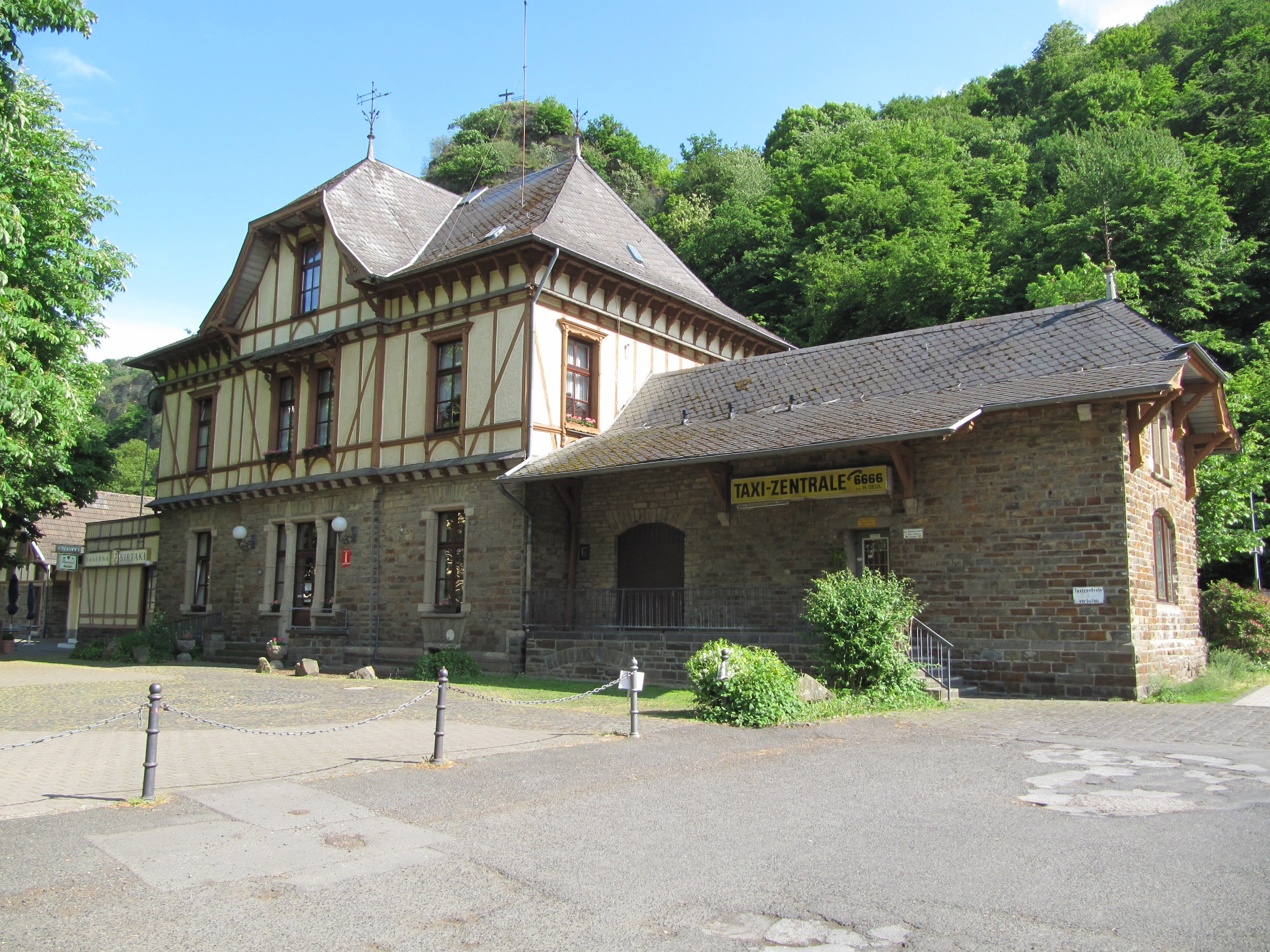
Station
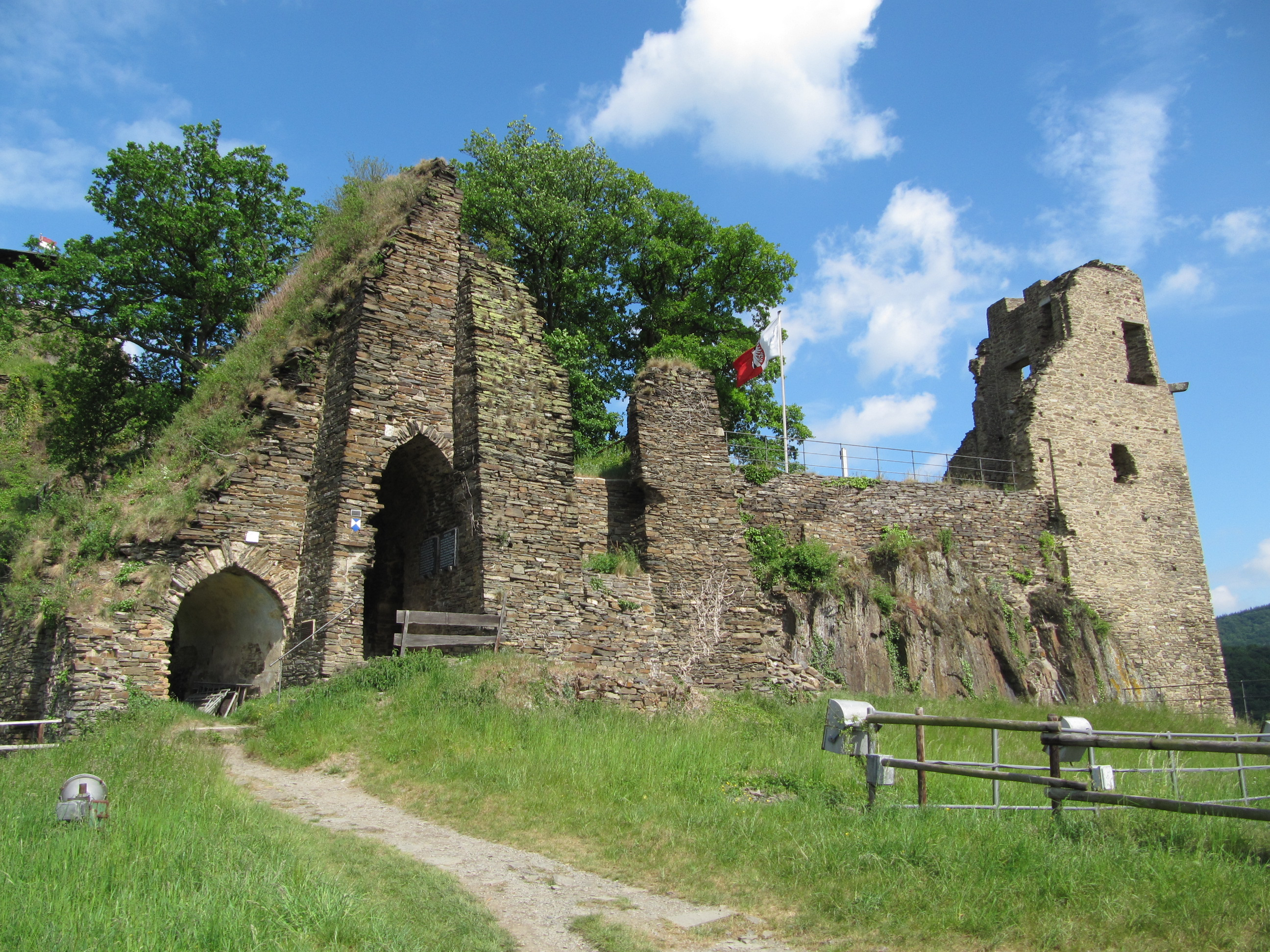
Burg Are
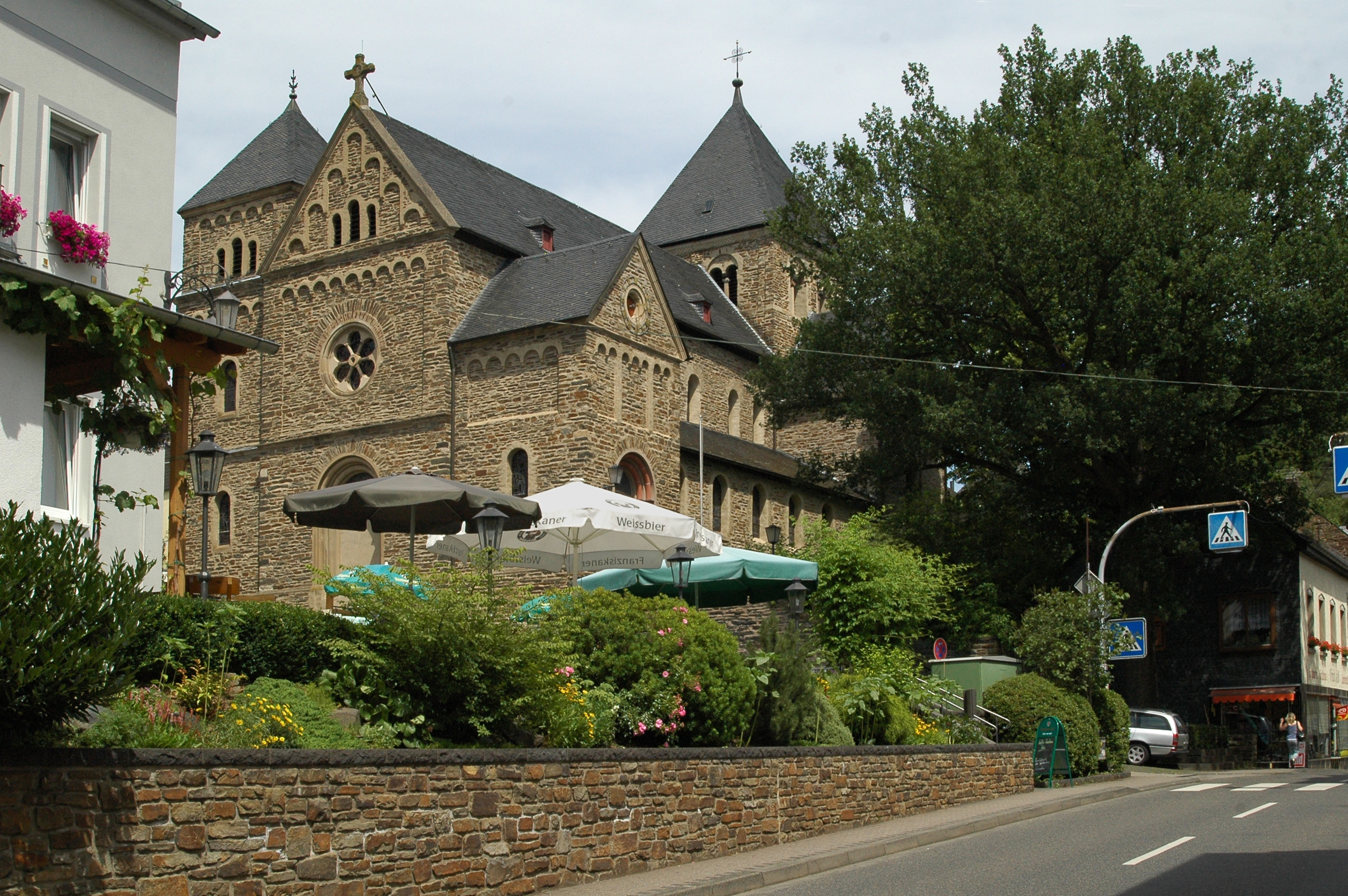
Mariä Verkündigung